# Slime Rancher
Slime Rancher ist ein 2017 veröffentlichtes Simulations-Adventure des US-amerikanischen Indie-Studios Monomi Park.

## Spielprinzip
Das Spiel wird in einer offenen Welt und aus der Ich-Perspektive gespielt. Der Spieler steuert eine Figur namens Beatrix LeBeau, eine Rancherin, die auf einen erdfernen Planeten namens Far Far Range zieht, um das Leben einer „Slime Rancherin“ zu führen, das darin besteht, ihre Ranch aufzubauen und die Welt der Far Far Range zu erkunden, um Slimes zu sammeln, aufzuziehen, zu füttern und zu züchten. Schleime sind gallertartige Lebewesen in verschiedenen Größen und mit unterschiedlichen Eigenschaften. Um voranzukommen, hat sie Notizen, die ihr der frühere Besitzer der Ranch hinterlassen hat und die ihr auf ihrer Reise durch die Far Far Range helfen.
Der wichtigste wirtschaftliche Aspekt des Spiels besteht darin, die Schleime mit den entsprechenden Nahrungsmitteln zu füttern, damit sie „Plorts“ produzieren, die dann im Tausch gegen „Newbucks“ verkauft werden können, mit denen man die Ausrüstung des Ranchers oder die Farmgebäude aufwerten kann. Mit Ausnahme des rosa Schleims fressen Schleime nur eine der drei Nahrungsarten: Obst, Gemüse und Fleisch. Schleime haben eine Lieblingsspeise, wenn sie diese essen, produzieren sie die doppelte Anzahl an Schleimlingen als normal. Der Spieler bewegt die Spielfigur durch eine Vielzahl von Umgebungen und kann Slimes, Nahrungsmittel und Plorts einsammeln, indem er sie mit seinem Vakuumwerkzeug (genannt „Vacpack“, eine Mischung aus Vakuum und Rucksack) aufsaugt. Sie können jeweils nur eine begrenzte Anzahl von Gegenständen und Gegenstandstypen aufbewahren und müssen zu ihrer Ranch zurückkehren, um ihre gesammelten Gegenstände abzuladen, bevor sie weitere sammeln können. Der Spieler muss verschiedene Gehege kaufen und aufrüsten, um seine gesammelten Schleime und Farmen für die Lagerung seiner Nahrung unterzubringen. Bei den Upgrades kann es sich auch um ästhetische Upgrades für das Haus des Charakters, das Vacpack und die Ranch selbst handeln.
Verschiedene Schleimarten können kombiniert und vergrößert werden, indem man einen Schleim mit einem Plort einer anderen Art füttert, wodurch er deutlich größer wird und zwei Plorts produzieren kann. Wenn ein Schleim jedoch mehr als drei Eigenschaften kombiniert, indem er einen dritten Plort isst, der sich von einer der beiden Schleimarten unterscheidet, mit denen er kombiniert wurde, wird er zu einem aggressiven, bösartigen schwarzen Schleim namens „Tarr“, der alle anderen Schleime in seiner Umgebung verschlingt und auch dem Spieler schaden kann. Der Spieler kann frisches Wasser aus Teichen und Quellen pumpen, um die Tarrs zu bespritzen und zu zersetzen.

## Entwicklung
Die Entwicklung von Slime Rancher begann in Popovichs Wohnung. Da Popovich eher ein Künstler und Designer als ein Programmierer war, verließ er sich auf den Code anderer Leute, um einen Prototyp des Spiels zu erstellen. Schließlich holte er sich den technischen Leiter Mike Thomas zur Hilfe bei der Programmierung. Sie arbeiteten acht Stunden am Tag an dem Spiel, eine Praxis, die Popovich mit den Mitarbeitern von Monomi Park anwandte, um Engpässe zu vermeiden.
Eine Fortsetzung Slime Rancher 2 wurde am 22. September 2022 veröffentlicht.

## Rezeption
Bei Metacritic hat das Spiel eine Wertung von 81/100.
Die Kritiker sagten, das Spiel könne einen stundenlang fesseln. Die Kritiker sagten auch, es sei entspannend und kathartisch, aber ziemlich repetitiv, und nutze erfolgreich die süchtig machende Natur von Landwirtschaftssimulatoren.
Gamingnerd meint: „Wenn ihr ein etwas anderes ‚Gute Laune‘ Spiel sucht könnt ihr hier eigentlich ziemlich bedenkenlos zugreifen.“
PC Games findet: „...da es an Herausforderungen mangelt, ist aus Slime Rancher meinem Eindruck nach schnell die Luft raus.“
Harald Walz vom Spieleratgeber NRW findet: „Slime Rancher spricht jedermann gleichermaßen an“.
Slime Rancher wurde für mehrere Auszeichnungen nominiert, gewann aber keine.